# Robert Berton
Pour les articles homonymes, voir Berton.
Robert-Joseph Berton (né à Aoste le 14 janvier 1909, mort à Aoste le 15 juin 1998) est un historien valdôtain contemporain.

## Biographie
Robert-Joseph Berton nait à Aoste de Jean-Dominique, négociant, et de Giulia Venturin. Il consacre toute sa vie à la sauvegarde et à la divulgation du patrimoine de sa région, et particulièrement des biens culturels. Innovateur dans son domaine, il est l'auteur de propositions et d'initiatives d'avant-garde.
Il fut membre du Comité des traditions valdôtaines, de l'Académie Saint-Anselme et du Conseil municipal d'Aoste.
À La Thuile (hameau Entrèves) se situe la Maison-musée Berton, un musée de l'artisanat dédiée à la mémoire et à l'œuvre des frères Robert et Louis.

## Œuvres
Nous citons ici seulement les ouvrages les plus importants, concernant les monuments de la ville d'Aoste et de la Vallée d'Aoste, aussi bien que les chefs-d'œuvre d'art médiéval valdôtain. Plusieurs autres études ont été publiées, traitant de l'architecture rurale, de l'art populaire et de l'architecture civile et religieuse.
- Les Châteaux du Val d'Aoste (1950)
- Les chapiteaux romains du cloître de Saint-Ours (1954)
- La cité d'Aoste et les costumes valdôtains (1955)
- Le patrimoine architectural du Val d'Aoste (1957-1961)
- Les cheminées du Val d'Aoste (1961)
- Les stalles de la cathédrale d'Aoste (1962)
- À l'écart des grands chemins (1963)
- Les stalles de l'insigne collégiale de Saint-Pierre et de Saint-Ours d'Aoste (1964)
- Les constantes de l'architecture valdôtaine (1965)
- Le prestige du passé (1967)
- À l'ombre des clochers du Val d'Aoste (1970)
- Les cadrans solaires du Val d'Aoste (1972)
- L'architecture valdôtaine et son enracinement dans le paysage (1973)
- Sur les sentiers du passé (1977)
- Portes et portails du Val d'Aoste (1984)
- Voir et comprendre (1991)

Il est également l'auteur de :
- Anthroponymie Valdôtaine. Somme de dix huit ouvrages d'onomastique valdôtaine publiés entre 1976 et 1988 et reprenant les familiaires des paroisses, propriétaires contribuables recensés, lors de l'établissement du Cadastre Sarde de la Vallée d'Aoste.
- Toponymie valdôtaine : études des toponymes des communes de Courmayeur, Pré-Saint-Didier, La Thuile et Morgex.